# هربرت هونگر
هربرت هونگر (انگلیسی: Herbert Hunger; ۹ دسامبر ۱۹۱۴ – ۹ ژوئیهٔ ۲۰۰۰) زبان‌شناس، تاریخ‌نگار، استاد دانشگاه، و پژوهشگر مطالعات قرون وسطا اهل اتریش بود.